# Республиканец-диссидент
Республиканец-диссидент (англ. dissident republican), также упоминающийся как республиканец-предатель (англ. renegade republican), «несогласный» республиканец (англ. anti-Agreement republican) и непримиримый республиканец (англ. anti-ceasefire republican, ирл. poblachtach easaontach) — собирательное название деятелей ирландского республиканизма, не признающих и не поддерживающих текущие процессы по мирному урегулированию конфликта в Северной Ирландии, который за 30 лет унёс более 3500 жизней.
В ходе конфликта различные республиканские вооружённые группировки, каждая из которых претендовала на название «Ирландская республиканская армия», стремились силой восстановить территориальную целостность Ирландской Республики и вернуть шесть графств Северной Ирландии. Мирные переговоры завершились прекращением огня в 1997 году со стороны ИРА и подписанием Белфастского соглашения в 1998 году обеими сторонами. Республиканцы, представленные партией Шинн Фейн, считают Белфастское соглашение единственным способом достижения мира в Ирландии. «Диссиденты» считают сторонников соглашения предателями, которые смирились с расколом Ирландии, и настаивают на продолжении борьбы за Объединённую Ирландию до победного конца, не признавая ни Ассамблею, ни полицию Северной Ирландии законными.
Более решительно настроенные республиканцы-диссиденты поддерживают политическое насилие против британских спецслужб и не признают прекращение огня ИРА в 1997 году. Сторонниками такого плана действия являются партии «Республиканцы Шинн Фейн» (не имеет отношения к существующей Шинн Фейн) и «Движение за суверенитет 32 графств». В военном плане их представляют «подлинное» крыло ИРА и отколовшаяся от него группировка «Добровольцы Ирландии». За менее кровопролитное решение выступают партия «Эйриги» и «Республиканская сеть единства».

## Организации республиканцев-диссидентов

### Военные группировки
- Подлинная Ирландская республиканская армия
- Преемственная Ирландская республиканская армия
- Добровольцы Ирландии (группировка)

### Политические партии
- Движение за суверенитет 32 графств
- Эйриги
- Республиканская сеть единства
- Республиканцы Шинн Фейн